# فینال‌های ان‌بی‌ای ۲۰۱۴
فینال‌های ان‌بی‌ای ۲۰۱۴ (انگلیسی: 2014 NBA Finals)، سری قهرمانی لیگ بسکتبال حرفه‌ای آمریکا (ان‌بی‌ای) در فصل ۱۴–۲۰۱۳ و پایان‌بخش پلی‌آف‌های این فصل بود که از ۵ تا ۱۵ ژوئن ۲۰۱۴ برگزار شد. این رقابت‌ها بین میامی هیت (قهرمان پیاپی دو دوره گذشته ان‌بی‌ای و قهرمان کنفرانس شرق) و سن آنتونیو اسپرز (قهرمان کنفرانس غرب) بود. در یک سری تکراری، اسپرز با نتیجه ۴–۱ هیت را شکست داد و پنجمین قهرمانی کلی خود را کسب کرد. کووای لنارد با کسب ۱۰ رأی از ۱۱ رأی، به عنوان باارزش‌ترین بازیکن فینال‌ها (MVP) انتخاب شد.